# Maniños
Maniños(llamada oficialmente San Salvador de Maniños) es una parroquia española del municipio de Fene, en la provincia de La Coruña, Galicia.

## Entidades de población
Entidades de población que forman parte de la parroquia:
- Abeledo
- A Fraga
- Arangas
- Armada
- Boado
- Camiño do Catalán
- Chao da Aldea
- Cornide
- Corredoira
- Cruceiro
- Estrada do Seixo
- Garita
- Marnela
- Monte
- Os Casais
- Pereiro
- Piñeiro
- Pombal
- Prismos
- Pumido
- Ribeira
- San Caetano
- Souto da Ribeira
- Vaqueiro
- Vrea de Maniños

## Demografía
| Gráfica de evolución demográfica de Maniños entre 2000 y 2019 |
|                                                               |
| Datos según el nomenclátor publicado por el INE.              |